# چارنا شردنگا
چارنا شردنگا (به لهستانی:  Czarna Średnia) یک روستا در لهستان است که در گمینا گروجیسک واقع شده‌است.